# Casa da Botica (ou Casa da Ponte)

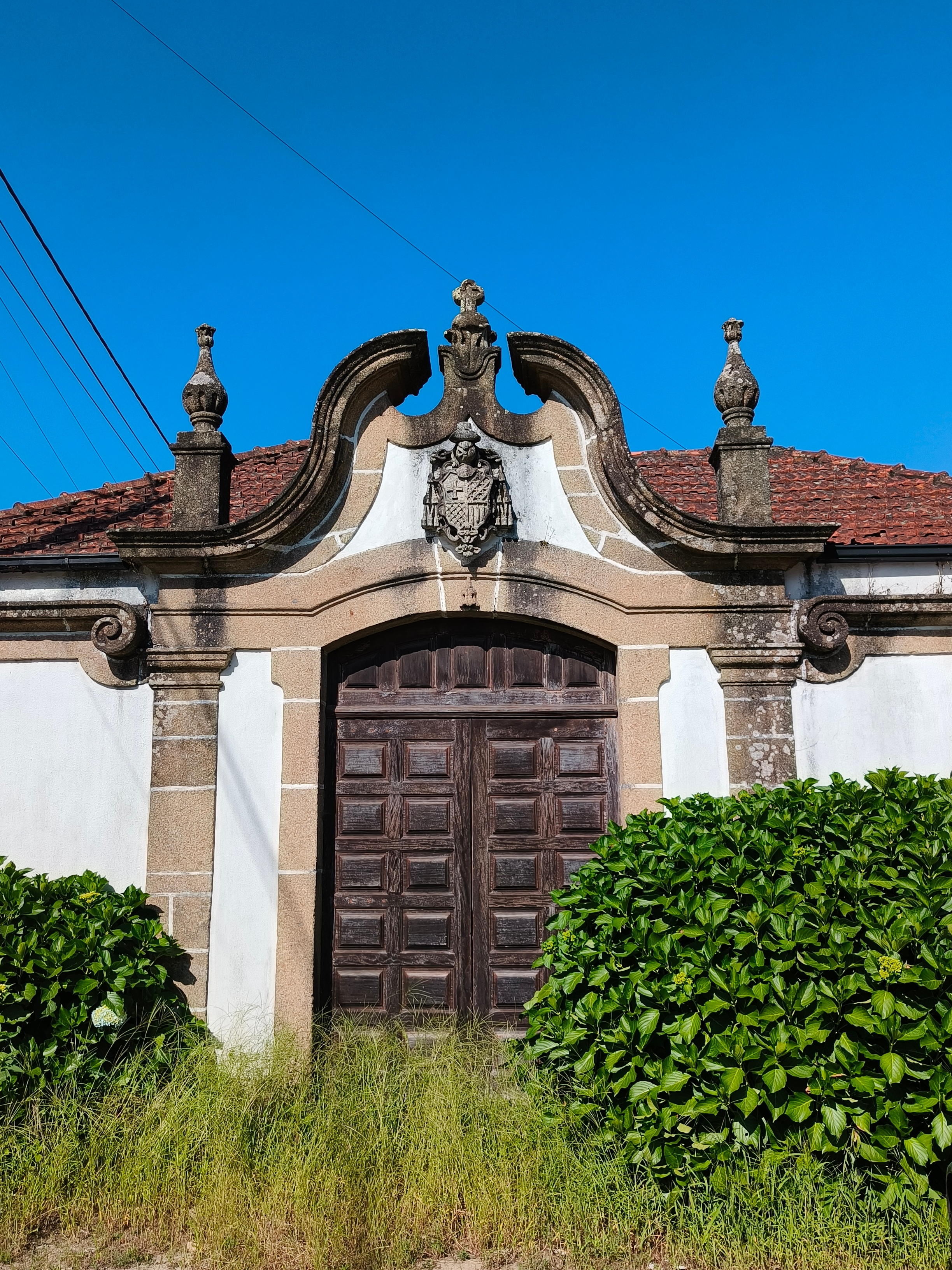
Pórtico Casa da Botica - Carvalhosa

A Casa da Botica, é um conjunto de edifícios situado no lugar do Monte, freguesia de Carvalhosa, concelho Paços de Ferreira, Douro Litoral. A construção mais antiga sobrevivente é uma casa rural datada de 1701 e o Pórtico brasonado ao estilo barroco da primeira metade do séc. XIX.
O nome deriva do facto de durante parte do século XVIII ter funcionado aí uma farmácia comunitária, que em português da época se designava por Botica.
Situada ao longo do Caminho do Porto (atual EN209) que liga a Rotunda do Freixo (Porto) a Lustosa (Lousada), através dos concelhos de Gondomar, Valongo, Paredes,Paços de Ferreira e encaixando em Lustosa na EN106 que une Guimarães a Entre os Rios (Penafiel). O tráfego desta via leva à construção no reinado D. João V da Ponte Joanina a cerca de 100 metros e que faz que por um periodo seja conhecida como Casa da Ponte. 

## Origem e evolução até ao século XX
Tem origem no Casal da Figueira, propriedade que pertencia ao Mosteiro de S. Miguel de Vilarinho (Santo Tirso), conforme o tombo do património do Mosteiro em 1537 onde se lista nesta freguesia a propria Igreja de S. Tiago da Carvalhosa, e os Casais de Aldozinde, Rande [provavelmente Bande] e Ribeira.
Em 1593 vem emprazado por "três vidas o casal da Figueira, sito na freguesia de Santiago de Carvalhosa e propriedade do mosteiro de Vilarinho, anexa ao dito mosteiro, em favor de Gaspar Manuel, 1ª vida, sua mulher a 2ª e uma pessoa depois deles a 3ª"
Casa em 1674 Pedro Dias Teixeira com Vicência Ferreira Pinto Brandão (1652-1724), da Quinta da Torre, Santa Eulália de Paços. Vivem na Botica, onde tem vários filhos. É este casal que constroe a casa interior em 1701 e que inicia a associação à familia Brandão.
Sua filha Vicência Pinto Brandão (?-1765) casa em 1724 com o Capitão Manuel Ferreira da Costa (?-1787) de S. Pedro Fins de Ferreira. Este casal renova, por via paterna e vida extinta, o emprazamento com o Mosteiro de Vilarinho em 1737. A vedoria prévia menciona riqueza de árvores de fruto, renques de carvalhos, “humas casas novas bem forradas, e pintadas, com sua varanda; mais outras casas também sobradas (as antigas)” campos, leiras, devesas, bouças, a limitar com Aldozinde e Moinho Velho. Também em 1737 morre aí o seu tio por parte de mãe, Manuel Pinto Brandão (1647-1737), Licenciado em Cânones, que em 1679 foi abade de Stº Estêvão de Vila Chã do Marão e sua anexa de S. Martinho de Carneiro, então no concelho de Gestaçô (hoje Amarante), e a 8.6.1694 comissário do Santo Ofício. Em 1709 passou a abade resignatário, sendo substituído por seu sobrinho Agostinho. Tiveram 10 filhos.
Em 1756 casa o seu filho Bernardo José Brandão (1721-1793) com Mariana Teixeira Barbosa, de S. João de Eiriz, vivem na Botica. Os pais desta Mariana eram assistentes do farmacêutico André Teixeira, seu tio do lado da mãe. É nesta fase que a propriedade  que já se chamou Casal da Figueira, Casa do Monte, Casa da Ponte passa a ser conhecida por Casa da Botica. Tiveram outros filhos 10 filhos, entre eles  Pe. Anacleto José Brandão, Sebastião José Brandão, José Vicente Brandão, Pe. Manuel José Brandão e o Capitão José Joaquim Brandão.
Obras de 1784 beneficiam a casa interior e levantam a construção a sul, ao longo da EN209, onde funcionava a farmácia. Um primeiro portico a nascente é levantado nesta altura, mas diferente do actual.
Em 1800 casa o Cap. José Joaquim Brandão (?-1844) e Leonor Correia de Almeida (1772-1824), sobrinha do abade Botelho que veio paroquiar Carvalhosa, com origem na Quinta dos Botelhos em Parada do Pinhão em Vila Real. Vivem na Botica.Tem 12 filhos.
Antes de 1820 vem beneficiado o Pórtico para incluir a pedra de armas decalcada da Quinta dos Botelhos mas alterada no ultimo quadrante substituindo Botelho para Brandão e são adicionados elementos eclesiásticos.

## Pórtico brasonado

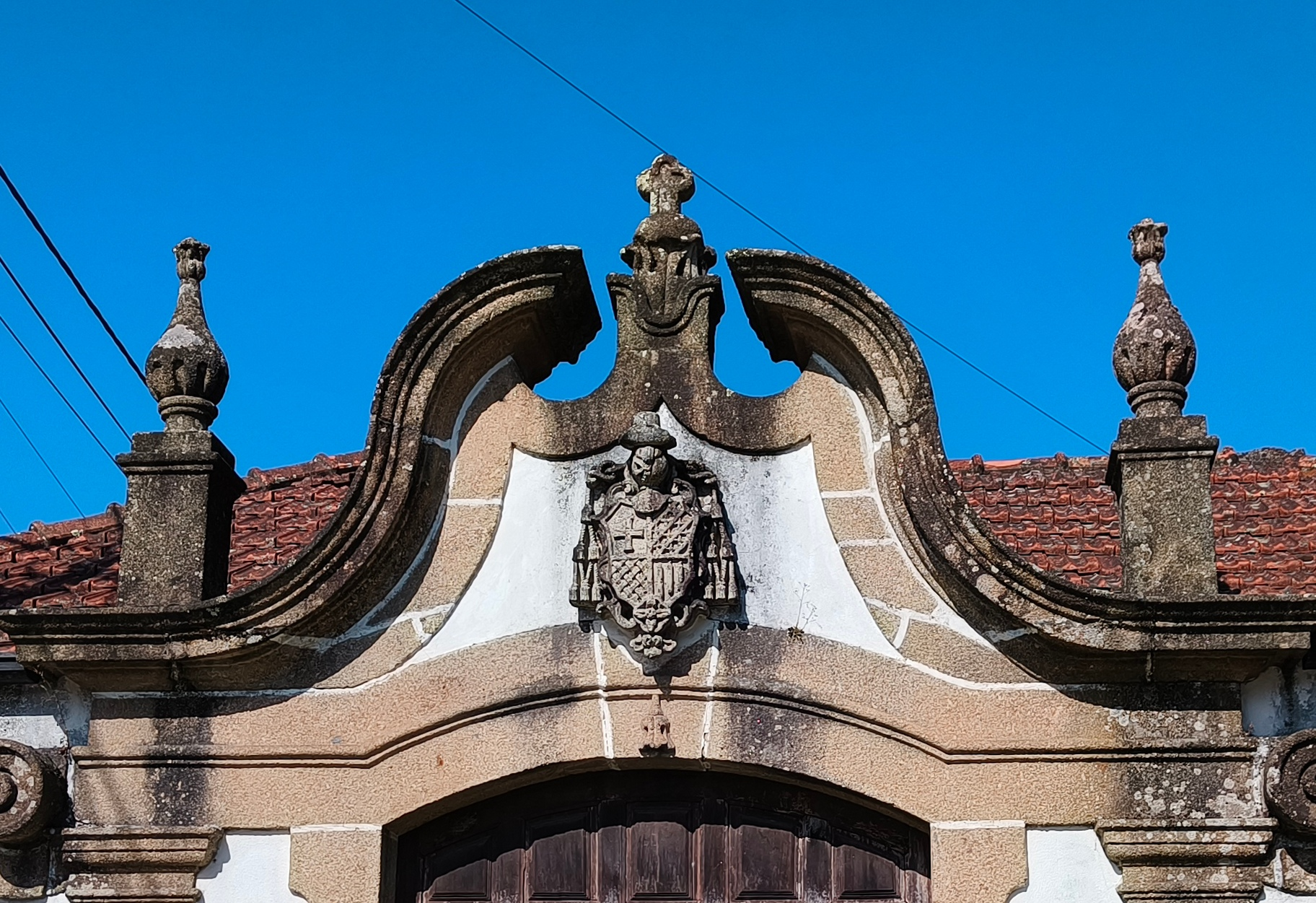
Detalhe do brasão

O elemento arquitetónico mais reconhecível desde o exterior é o pórtico de entrada brasonado, construído ao estilo Barroco na primeira metade do sec. XIX. O Pórtico é simétrico, construído integralmente em granito, é suportado por quatro pilastras principais, desenvolve um arco abatido encimado por um frontão quebrado (aberto) com o brasão no tímpano sobre a chave do arco (decorada com uma borla). No topo monta ainda uma cruz ao centro e jarrões coroando as colunas interiores.

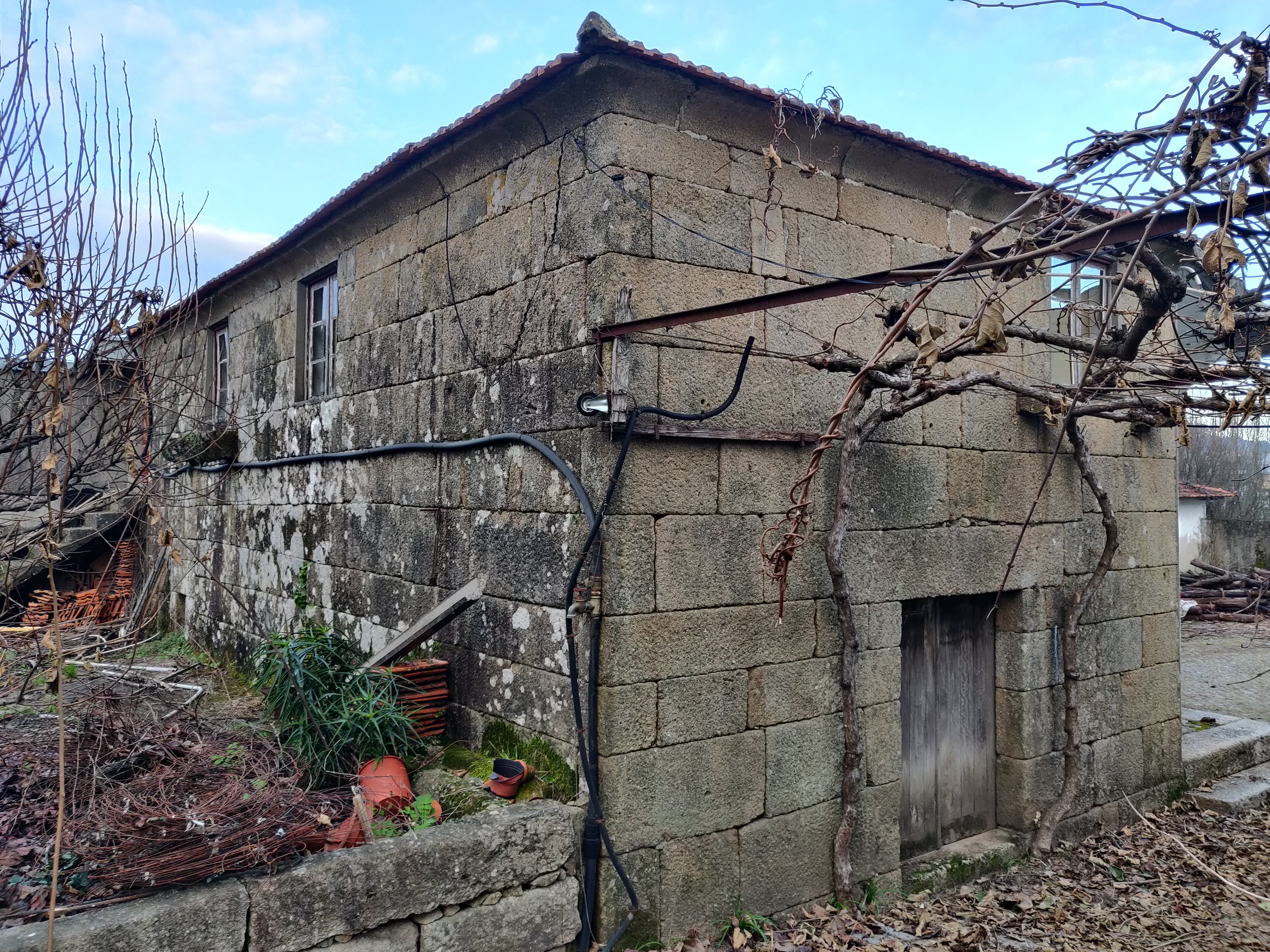
Casa interior 1701, vista da Eira

O Brasão é de natureza eclesiástica, identificável através do chapéu de aba encimando um elmo de perfil e ladeado por 12 borlas (simbologia de nível vigário, prior ou abade). O escudo é de fantasia esquartelado (dividido em quatro) com símbolos das famílias Teixeira, Barros (invertido), Correia e Brandão (com apenas 3 das que deveriam ser 5 velas). É decalcado da Quinta dos Botelhos de Parada do Pinhão, Vila Real.
Ao contrário de hoje a entrada para o pátio e terrenos interiores da Casa fazia-se através deste Pórtico com portão de madeira.

## No século XX

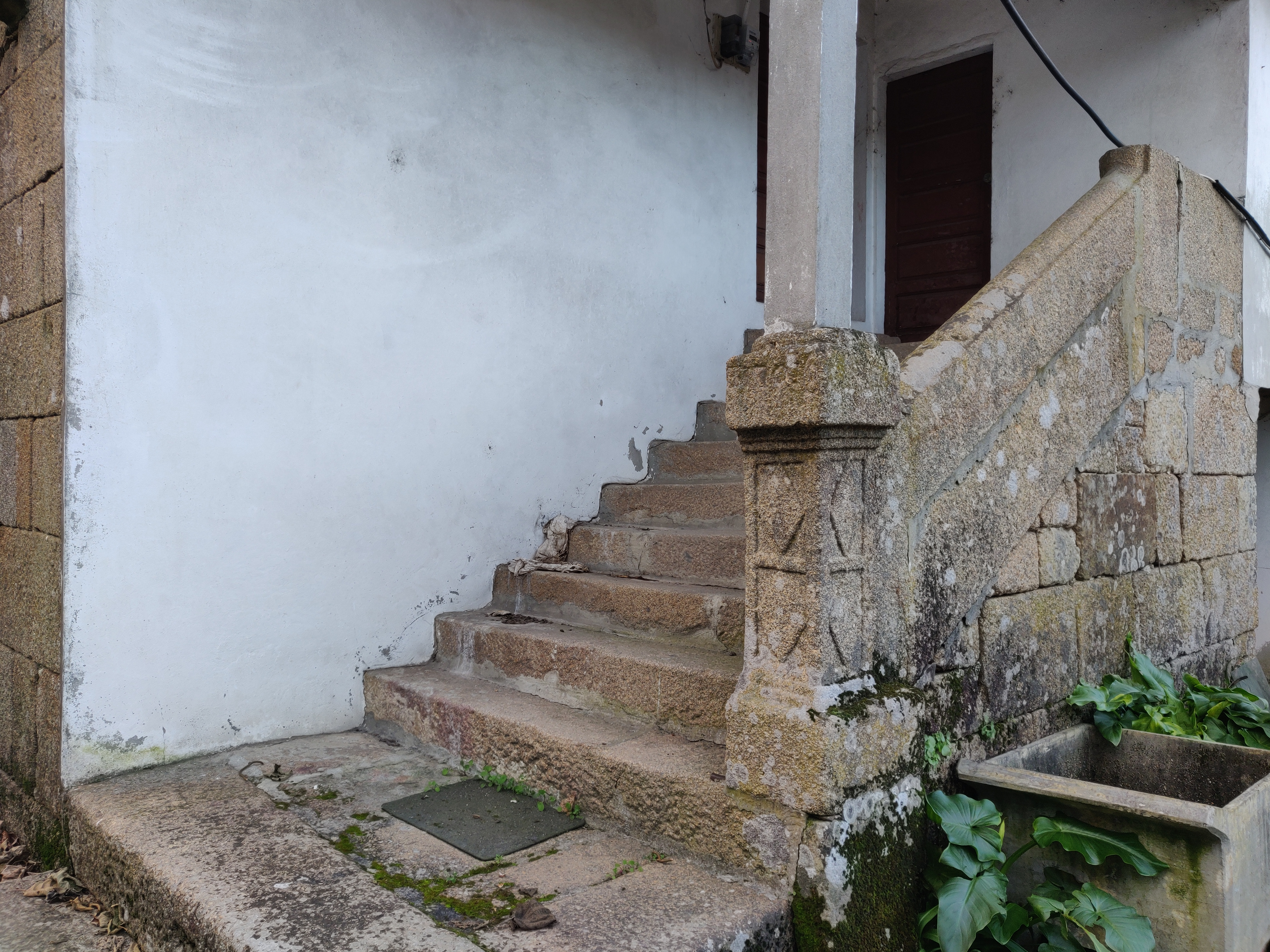
Casa Interior 1701, detalhe da escadaria (alpendre modificado em 1972)

Sucessivas heranças, divisões e vendas diminuíram a sua importancia e dimensão dando eventualmente origem à construção no Lugar do Monte de um conjunto relevante de “casas ricas” de lavoura atualmente quase todas em ruínas, cuja construção é arquitetonicamente posterior à da Botica, provavelmente do meio do sec. XIX até inícios do séc. XX.

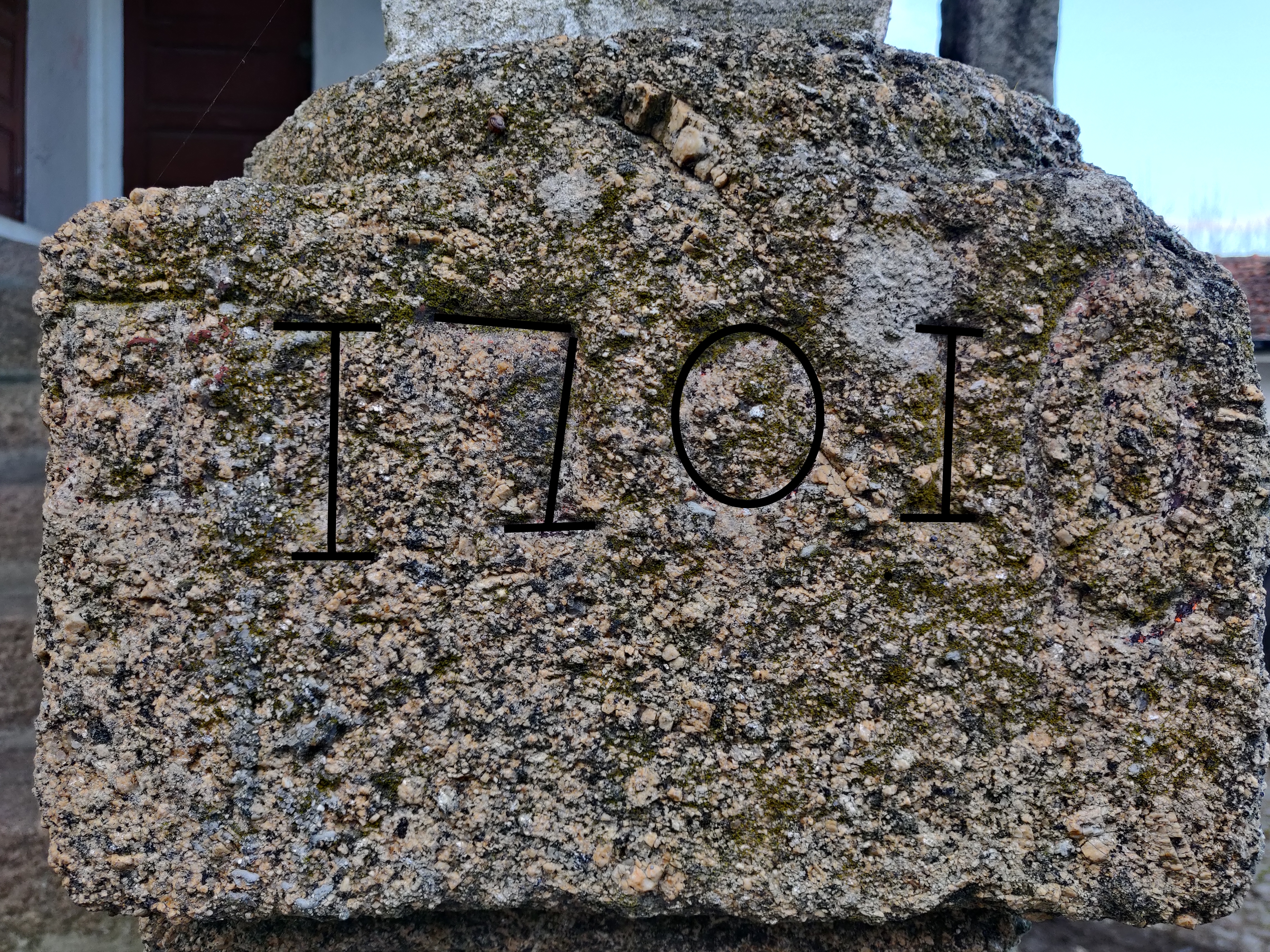
Datação 1701 na escadaria.

Sabe-se que a partir de 1940 até aos anos 50 passa a ser cultivada (mas não habitada) na qualidade de caseiro, por Armindo Martins, natural de Codessos, veterano do Regimento de Artilharia nº6 do Corpo Expedicionário Português destacado a servir na Primeira Guerra Mundial, com especial destaque na Batalha de La Lys (7–29 de abril de 1918), que havia casado na década de 20 com Elvira Alves de Sousa natural de Carvalhosa.
A configuração dos terrenos nessa epoca extendia-se até à proximidade da Capela de S. Gonçalo (Eiriz), onde uma mina de água abastecia "as cales" (aqueduto aberto) que percorriam os terrenos da propriedade até chegar a um grande tanque de irrigação já nos terremos internos da Casa. Ainda hoje a rua que confrontava com esse terreno se designa por da Rua das Cales. De nota também que a cale terminava num tanque que através do efeito sifão permitia atravessar de forma subterrânea a atual Rua de Aldozinde antes de chegar à Casa.
Quando em 1971 é adquirida por João de Sousa Coelho encontravam-se os edificios em avançada ruína, mas a robustas paredes de pedra intactas. Um programa de construção entre 1971 e 1982 permitem por um lado preservar o edificado, por outro modificam partes significativas do mesmo.

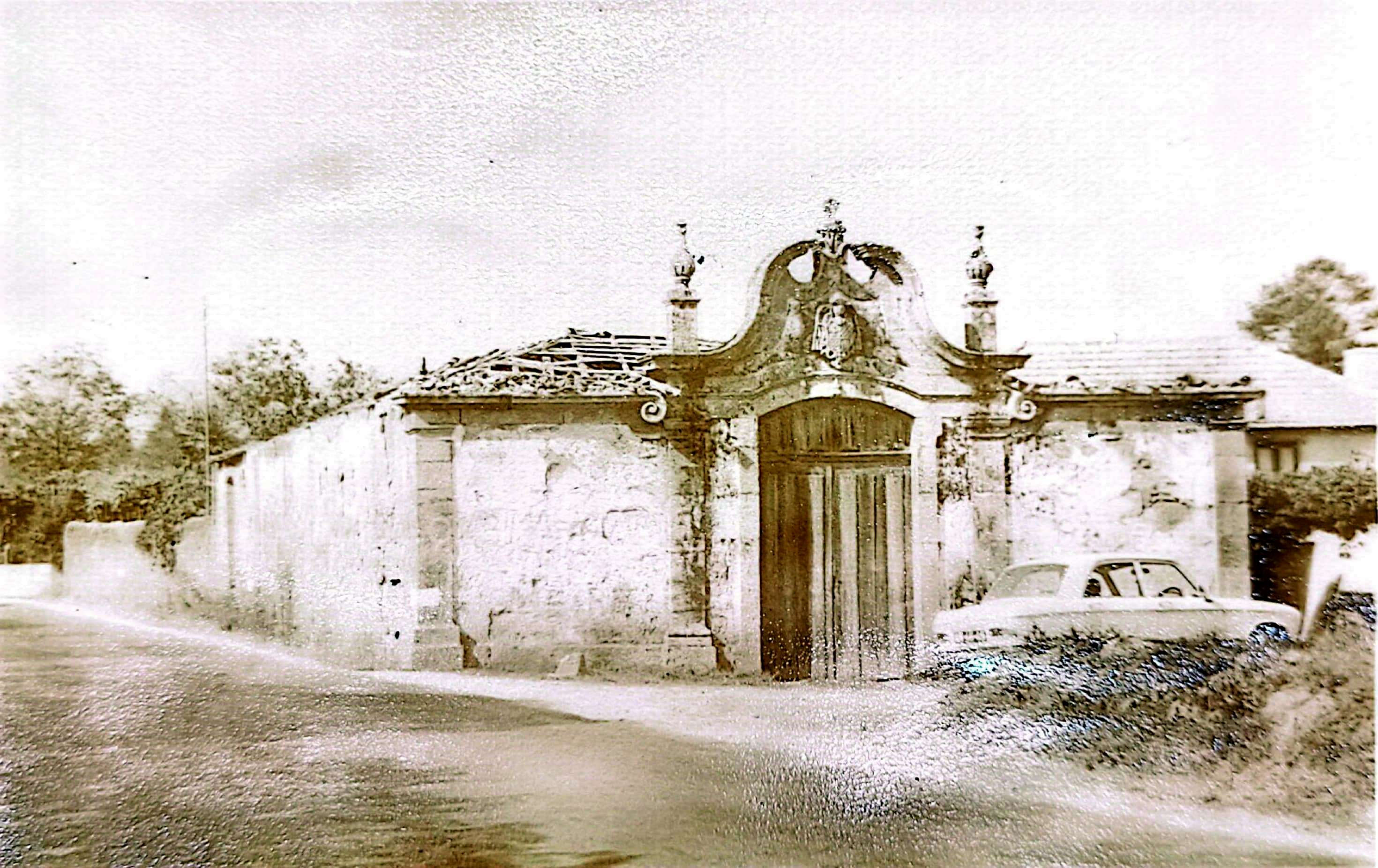
Pórtico em 1975

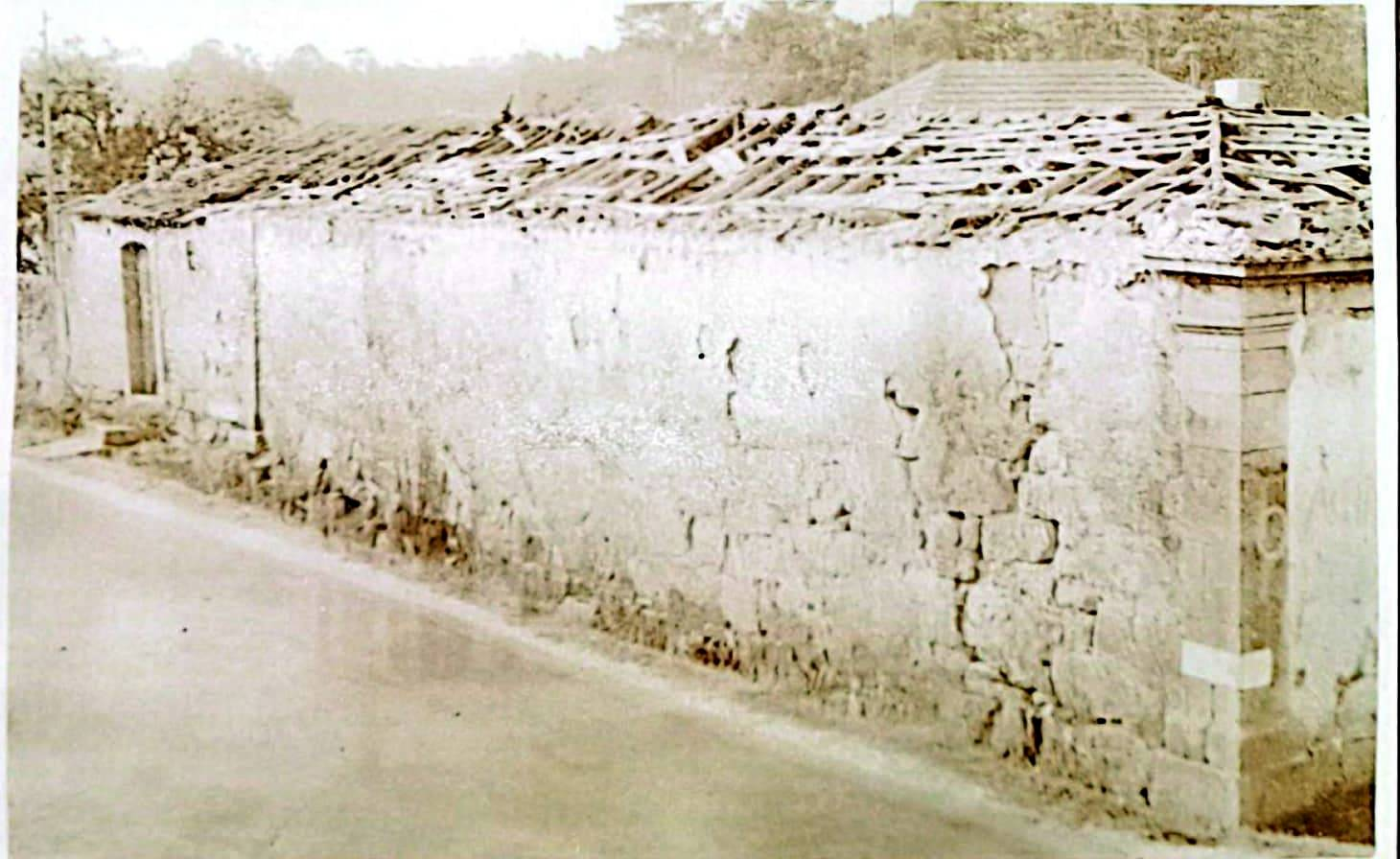
Fachada em ruinas ao longo da EN209 onde é visivel ao fundo a antiga entrada da farmácia (botica).